# Festung Kehl

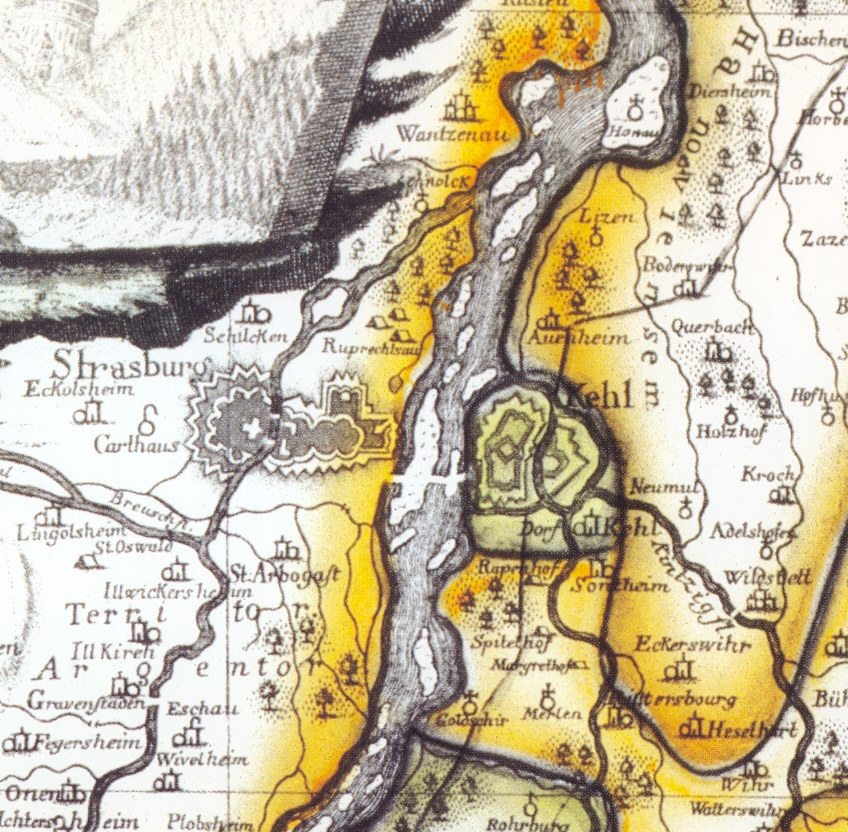
Festung Kehl und Straßburg

Die in Baden-Württemberg gelegene Festung Kehl wurde ab 1683 zu Zeiten des französischen Königreichs erbaut.

## 17. Jahrhundert

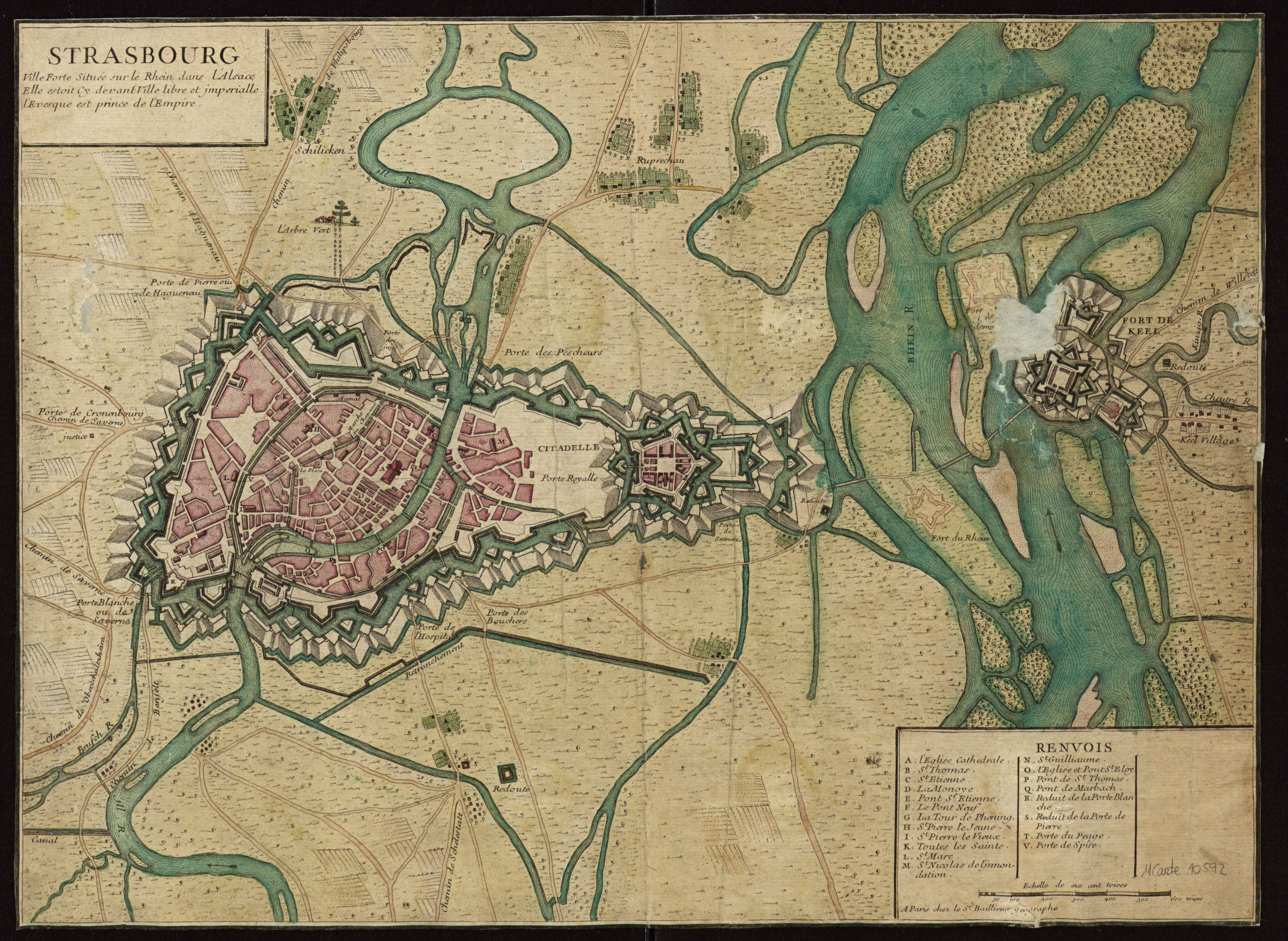
Französische Karte von 1720 der Stadt und Festung Straßburg (mit Kehl auf der anderen Rheinseite). Eindrucksvoll sichtbar sind auch die zahlreichen Altrheinarme des noch nicht kanalisierten Oberrheins.

Das Dorf Kehl wurde während des Dreißigjährigen Kriegs als Brückenkopf gegenüber Straßburg und zur Sicherung der Rheinbrücke zur Schanze ausgebaut und nicht zerstört. Während des Holländischen Kriegs wurden die Kehler Schanzen am 17. Julijul. / 27. Juligreg. von französischen Truppen unter Marschall de Créquy eingenommen und vollständig zerstört. Im Frieden von Nimwegen wurde Kehl an Frankreich abgetreten, Straßburg wurde 1681 französisch. Daraufhin wurde Kehl als Festung durch den französischen Ingenieur Tarade nach Plänen des Militärarchitekten Sébastien Le Prestre de Vauban 1683 bis 1688 zur Festung ausgebaut. Die Kehler Bevölkerung siedelte sich daraufhin weiter östlich im neuen „Dorf Kehl“ an.
Nach Beendigung des Pfälzischen Erbfolgekrieges fiel die Festung Kehl durch den Friedensvertrag von Rijswijk 1697 dem Heiligen Römischen Reich zu und wurde 1698 mit den Dörfern Kehl und Sundheim durch Kaiser Leopold I. (HRR) als Reichslehen an Ludwig Wilhelm von Baden-Baden gegeben, doch behielten sich Kaiser und Reich das Besatzungsrecht vor. 1.200 Soldaten des Schwäbischen Reichskreises wurden in der Reichsfestung stationiert.

## 18. Jahrhundert

Plan der Festung (um 1780)

Während des Spanischen Erbfolgekrieges wurde die Festung durch den Marschall von Frankreich Villars vom 20. Februar bis 9. März 1703 mit 25.000 Mann und Unterstützung der Straßburger Artillerie (42 Kanonen und 11 Mörser) belagert. Die nur 2.265 starke Besatzung (mit 28 Kanonen) unter Oberst Baron Enzberg kapitulierte am 11. März. Bis 1714 wurden Straßburg und Kehl durch Frankreich zu einer der stärksten, den Rheinübergang beherrschenden Festungen Europas ausgebaut. Durch die Frieden von Rastatt und von Baden 1712 fiel die Festung Kehl ebenso wie die Festung Philippsburg wieder an das Reich zurück.
Im Polnischen Erbfolgekrieg wurde die Besatzung von Kehl verstärkt. Am 12. Oktober 1733 überschritten französische Truppen den Rhein und griffen ab dem 19. die Festung mit 15.000 Mann an, die durch 1.306 Mann Kreistruppen und 106 Mann österreichischer Infanterie unter dem württembergischen Feldmarschallleutnant Ludwig Dietrich von Pfuhl verteidigt wurde, aber am 29. Oktober ehrenvoll kapitulierte. Die Truppen (ca. 1.200 Mann mit 2 Schuss Munition pro Mann und 4 Geschützen) zogen unter französischer Begleitung am 30. Oktober in Richtung Stuttgart ab. Die Franzosen rückten jedoch nicht nach, gingen sogar am 11. November wieder über den Rhein zurück. Die Festung blieb bis zum Ende des Krieges in französischer Hand und wurde durch den Präliminarfrieden von Wien 1735 wieder zurückgegeben.
In der folgenden langen Friedensperiode wollte der Schwäbische Reichskreis im Jahr 1751 die Festung schleifen, um Kosten zu sparen. Dies wurde durch den Einspruch des Markgrafen zunächst zwar verhindert, am 1. Oktober 1754 wurde sie aber durch einen Reichsbeschluss aufgegeben und nur eine schwache badische Besatzung von einem Unteroffizier mit 15 Mann blieb zurück, die 1773 auf 10 Mann verringert wurde.
Seit 1780 war die Festung an die Pariser Société littéraire typographique des Pierre Augustin Caron de Beaumarchais verpachtet. Hier druckte Beaumarchais 1785 für Paris und für Deutschland die beiden Ausgaben der adelskritischen Komödie Le mariage de Figaro.
Während des Ersten Koalitionskrieges wurde Kehl im März 1793 Sammelplatz der Truppen des Schwäbischen Reichskreises und die Festungswerke wieder teilweise instand gesetzt. Sie wurden vom 12. bis 14. September vom französischen Rheinufer aus beschossen, wobei sie zerstört und die Stadt stark beschädigt wurde. Auf Befehl des Generalleutnants Friedrich Karl Heinrich von Stain vom Kreis-Infanterie-Regiment Wolfegg wurde die Festung geräumt, nachdem die Rheinbrücke angezündet und zerstört worden war.
Ab 1795 deckte das Korps des Schwäbischen Reichskreises den Rheinübergang und die Umgebung Kehls im Rahmen der österreichischen Oberrheinarmee. In der Nacht zum 24. Juni 1796 überschritt die französische Hauptstreitmacht unter General Moreau den Rhein. „Da wegen des hohen Wasserstandes die schwäbischen Vorposten von den Rheininseln abgezogen worden waren, gelang die Überrumpelung. Obwohl während des folgenden heftigen Gefechts das Dorf Kehl noch einmal von den schwäbischen Kreistruppe zurückerobert werden konnte, musste das schwäbische Korps nach schweren Verlusten den Kampf aufgeben. 37 Offiziere und 693 Mann waren gefallen, 12 Kanonen, 2 Haubitzen und 22 Munitionswagen waren in französische Hände geraten.“ Kehl wurde durch die Franzosen wieder verschanzt, so dass sie am 17. September einen Angriff abwehren konnten. Einer Belagerung durch 34.900 Mann österreichischer Truppe unter Feldzeugmeister Latour konnten sie jedoch nicht standhalten und der französische General Desaix übergab am 9. Januar 1797 Kehl, das durch die ständigen Beschießungen sehr zerstört war (siehe Fall von Kehl). 14.000 Mann Österreicher unter Feldmarschalleutnant Starray blieben in Kehl und Umgebung zurück. Nachdem Moreau am 20. April 1797 den Rhein unterhalb Straßburg überschritten hatte, kapitulierte Kehl. Im Frieden von Campo Formio wurde der Rhein als Grenze festgelegt.
Mit Beginn des Zweiten Koalitionskrieges besetzten französische Truppen unter Jourdan Kehl am 1. März 1799 kampflos und blieben bis zum Friedensschluss 1801 dort. Obwohl Moreau begonnen hatte, die Befestigungen zu schleifen (Friedensbedingung), gelang dies den 1.500 eingesetzten Arbeitern nur an einem kleinen Stück des Walls. Nach den Bestimmungen des Reichsdeputationshauptschlusses kam Kehl zum neu geschaffenen Kurfürstentum Baden, das im Rheinbund mit Frankreich verbündet war.

## 19. Jahrhundert

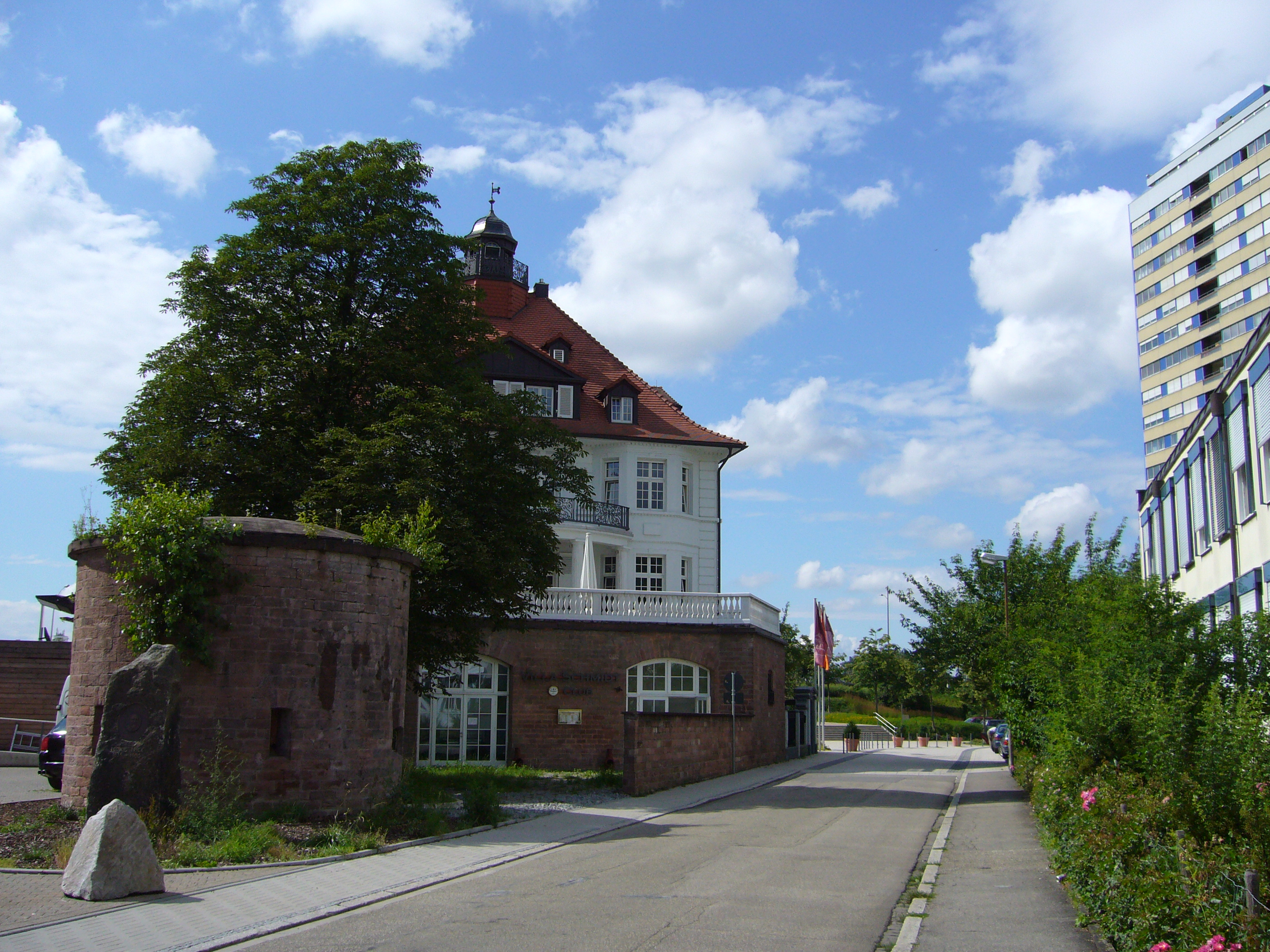
Überreste der Festung Kehl

1805 plante Kaiser Napoleon, die Festung wieder aufzubauen. Als dies nur langsam geschah, ließ er 1808 Kehl annektieren. Innerhalb eines Jahres wurde die Vaubansche Festung wiederhergestellt und Erdwerke und Redouten zwischen dem Rhein, Kehl-Sundheim und Kehl-Auenheim angelegt. Vor Beginn des Russlandfeldzuges 1812 wurde die Festung durch weitere Außenwerke verstärkt.
Nach dem Wechsel Badens zur Allianz von Österreich, Russland und Preußen 1813 belagerten badische Truppen ab dem 4. Januar 1814 die Festung. Sie wurde am 3. Mai übergeben, als Paris schon gefallen war. Das I. Bataillon des Infanterie-Regiments Großherzog Nr. 3 wurde dort stationiert. Nach den Bestimmungen des Friedens von Paris fiel Kehl wieder an Baden, die Festung sollte aber geschleift werden. Dies geschah durch mehrere tausend Arbeiter unter dem badischen Ingenieur und Oberstleutnant Tulla. Auf dem freigewordenen Gelände wurde daraufhin nach den Plänen Friedrich Weinbrenners die neue Stadt Kehl errichtet. Die Überreste der Festung, die bei Bauarbeiten im Kehler Stadtgebiet immer wieder zu Tage treten, tragen auch heute noch den Namen „Vauban“-Festung.
In der Zeit zwischen dem Westfälischen Frieden und dem Ende der Herrschaft Napoléons hatte der Besitzer Kehls 14-mal gewechselt, die Festung war fünf Mal zerstört und ebenso oft wieder aufgebaut oder instand gesetzt worden.
Im Deutsch-Französischen Krieg besetzten zunächst badische Truppen (I. Bataillon 6. Badisches Infanterie-Regiment und eine Kavallerie-Abteilung) Kehl, die dem Belagerungskorps für Straßburg unter General August von Werder zugeordnet waren. Während der Belagerung von Straßburg bis zum 27. September wurden große Teile Kehls durch französisches Feuer aus Straßburg zerstört (einzige deutsche zerstörte Stadt in diesem Krieg). Nach dem Frieden von Frankfurt 1871 wurde die Umgebung Kehls in die neu ausgebaute Festung Straßburg einbezogen,
in den Jahren 1874–1878 wurden zunächst drei Forts rechts des Rheins angelegt: Fort Kirchbach bei Sundheim (48° 32′ 50,4″ N, 7° 50′ 25,4″ O), Fort Blumenthal bei Auenheim (48° 36′ 21,8″ N, 7° 50′ 40,6″ O) und Fort Bose bei Neumühl (48° 34′ 30,4″ N, 7° 51′ 27″ O).

## 20. Jahrhundert
1911 bis 1913 wurden noch die Forts Marlen (48° 32′ 11,3″ N, 7° 49′ 52,6″ O) und Kinzig (48° 33′ 32,9″ N, 7° 51′ 5,2″ O) erstellt. Nach Ende des Ersten Weltkriegs wurden die Forts jedoch nicht, wie es im Versailler Vertrag festgelegt war, demontiert, sondern von den französischen Truppen, die Kehl als Brückenkopf besetzt hielten, weiter genutzt.
In den Artikeln 428 bis 430 des Friedensvertrags von Versailles 1919 wurde auch die Schaffung von rechtsrheinischen französischen Brückenköpfen festgelegt. Die Stadt Kehl und 28 weitere Ortschaften bildeten den ’’Brückenkopf Kehl’’, in dem die Zivilverwaltung zwar von deutschen Behörden ausgeübt wurden, die militärische Hoheit aber lag bei einem französischen Kommandanten unter der Rheinlandkommission. Kehl war vom 20. Januar 1919 bis zum 30. Juni 1930 von französischen Truppen besetzt. 1930 wurden auch die rechtsrheinischen Forts Straßburgs teilweise geschleift, wobei das Fort Bose gänzlich zerstört wurde. Nach der Rheinlandbesetzung wurde 1938 die 1. Kompanie / MG-Bataillon 5 der Wehrmacht in Kehl stationiert.
Kehl bildete in dem ab 1938 ausgebauten Westwall einen Schwerpunkt, wozu in und an den Forts Blumenthal und Kirchbach Bunker errichtet wurden. Kehl lag in der sogenannten Roten Zone, die bei Kriegsausbruch geräumt werden sollte. Nach dem deutschen Überfall auf Polen am 1. September 1939 wurde in der Nacht vom 3. auf den 4. September die Bevölkerung mit Sonderzügen in den Schwarzwald evakuiert und durfte erst nach der Besetzung Straßburg durch deutsche Truppen am 19. Juni 1940 zurückkehren.
Am 23. November 1944 besetzten alliierte Truppen Straßburg, am darauf folgenden Tag wurde Kehl von der Zivilbevölkerung und am 13. April 1945 von der Wehrmacht geräumt, am 15. April von französischen Truppen besetzt. Nach dem Ende des Krieges gehörte Kehl nicht zur französischen Besatzungszone, sondern wurde in die Stadt Straßburg eingemeindet. Die Freigabe erfolgte erst gemäß dem Washingtoner Abkommen in 42 Teilfreigaben vom 29. Juli 1949 bis zum 8. April 1953. Alle Befestigungsanlagen wurden nach Ende des Zweiten Weltkrieges zerstört, wobei sich das Gelände des ehemaligen Forts Kirchbach auch weiterhin innerhalb von Liegenschaften der französischen Armee befand.

## Sonstiges
Die Festung in der Literatur:
- Sidonia Hedwig Zäunemann: Poetische Rosen in Knospen, Erfurt 1738, S. 494–497. Auf die Belagerung und Eroberung der Reichs-Festung Kehl (Volltext in der Google-Buchsuche)

## Verweise